# Brachypeza sibirica
Brachypeza sibirica är en tvåvingeart som beskrevs av Ostroverkhova 1977. Brachypeza sibirica ingår i släktet Brachypeza och familjen svampmyggor. Inga underarter finns listade i Catalogue of Life.